# Neurigona grossa
Neurigona grossa är en tvåvingeart som beskrevs av Negrobov 1987. Neurigona grossa ingår i släktet Neurigona och familjen styltflugor. Inga underarter finns listade i Catalogue of Life.